# Антолис, Уильям
Уи́льям Джон «Билл» Анто́лис (англ. William John «Bill» Antholis; род. 1964, США) — греко-американский политолог, директор и CEO Центра Миллера (с 2014 года), управляющий директор (2004—2014) и старший научный сотрудник Брукингского института, сотрудник Белого дома и Государственного департамента США (конец 1990-х годов). Специалист в области Индии, Китая, субнационального управления и федерализма, энергетической политики, международных переговоров по изменению климата, роли демократии, общинного развития. Автор книги «Inside Out India and China: Local Politics Go Global». Активный член греческой диаспоры.

## Биография

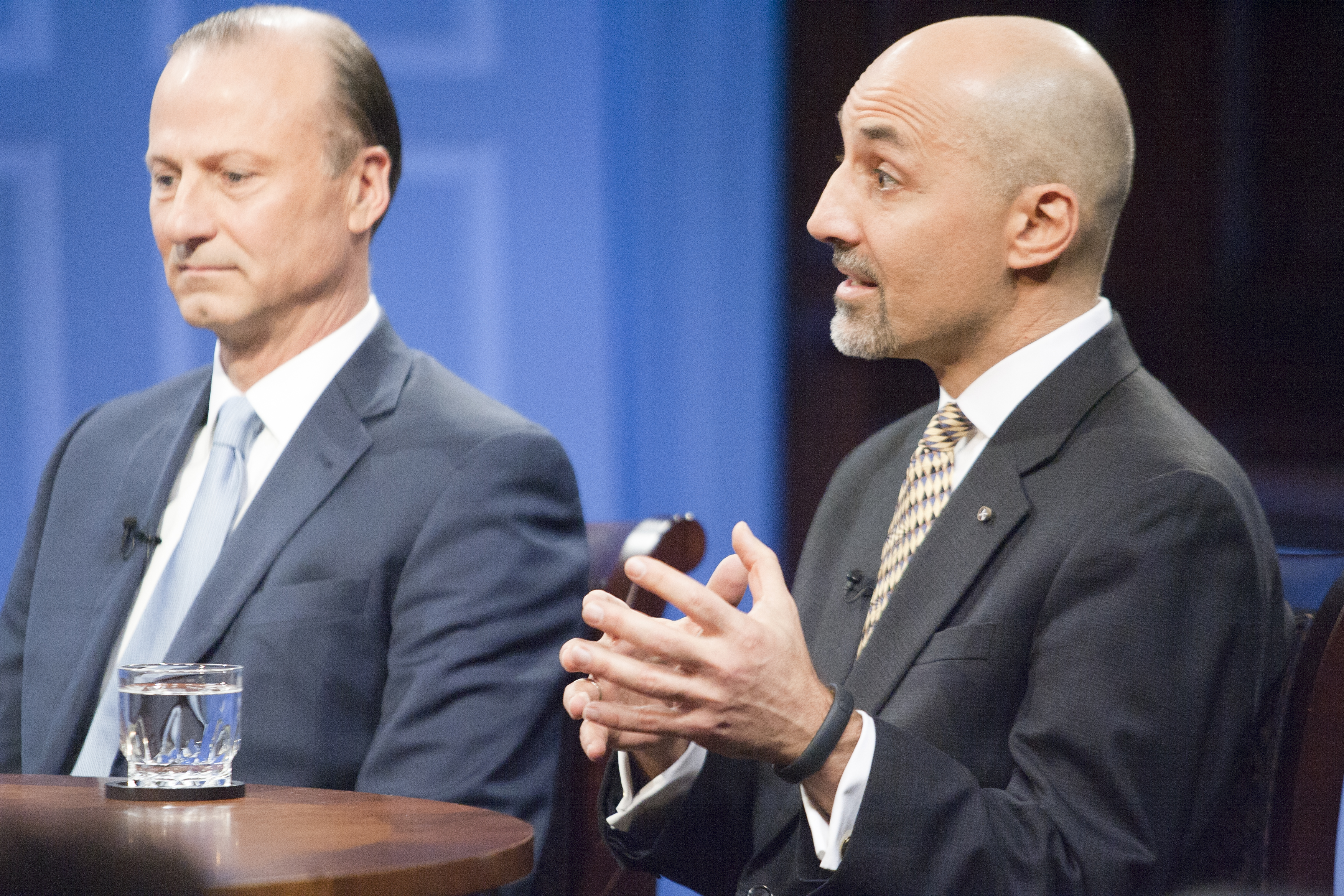
Билл Антолис (справа) (2015)

Родился в греческой семье. Его старший брат Кари Антолис является президентом HBO Miniseries.
Окончил Виргинский университет со степенью бакалавра гуманитарных наук (1986) и Йельский университет со степенью доктора философии (1993).
Являлся приглашённым научным сотрудником в Центре международных исследований Принстонского университета, научным сотрудником по международным отношениям в Совете по международным отношениям, руководителем исследований и старшим научным сотрудником в Германском фонде Маршалла (1999—2004).
В 1995—1997 годах — специальный советник в Управлении планирования Государственного департамента США.
Работал директором Управления анализа политики, а также Бюро экономики и бизнеса Государственного департамента. Служил в Белом доме директором по международным экономическим вопросам в Национальном экономическом совете, старшим консультантом советника президента США по национальной безопасности, советником по экономической политике в администрации президента Билла Клинтона (1997—1999), заместителем руководителя группы Белого дома по политике в области изменения климата.
Член Ордена святого апостола Андрея (архонт προστάτης των γραμμάτων Вселенского Патриархата).
Владеет греческим и испанским языками.

## Личная жизнь
С 1999 года проживает в Шарлотсвилле (Виргиния) со своей супругой Кристен Суокко (финка по происхождению) и двумя дочерьми.